# Lech Owron
Lech Owron (ur. 6 lipca 1893 w Radomiu, zm. 9 czerwca 1965 w Katowicach) – polski aktor filmowy.

## Życiorys
Był absolwentem Szkoły im. Rontalera w Warszawie. Studiował też górnictwo w Mons (Belgia). Podczas I wojny światowej przebywał w Rosji. Po powrocie do kraju w 1919 roku był został dyrektorem nowo powstałego "Qui Pro Quo". Przez jakiś czas pracował jako urzędnik bankowy. W 1925 roku zadebiutował jako aktor w filmie Wampiry Warszawy. Od tego czasu grywał w filmach, głównie czarne charaktery. Znużony pracą aktora ponownie zatrudnił się jako urzędnik. W 1937 roku znowu jednak pojawił się na ekranie w filmie O czym marzą kobiety. Nie był to jednak udany powrót, a brak poważniejszych propozycji zakończył jego karierę po zagraniu epizodów w dwóch kolejnych filmach. Po II wojnie światowej sporadycznie występował głównie na deskach teatrów.

## Filmografia
- 1925 – Wampiry Warszawy. Tajemnica taksówki nr 1051 – Baron Kamiłow
- 1926 – Czerwony błazen – Prokurator Gliński
- 1927 – Orlę – Janosik
- 1928 – Ludzie dzisiejsi – Herbutt, dyrektor koncern
- 1928 – Romans panny Opolskiej
- 1929 – Szlakiem hańby
- 1930 – Niebezpieczny romans
- 1931 – Cham
- 1931 – Rok 1914
- 1932 – Szyb L-23
- 1932 – Niebezpieczny romans
- 1933 – Szpieg w masce
- 1937 – O czym marzą kobiety – krupier
- 1937 – Pan redaktor szaleje
- 1937 – Dorożkarz nr 13
- 1960 – Krzyżacy – komtur